# Wyżnia Mnichowa Przełączka
Wyżnia Mnichowa Przełączka – przełączka między Mnichem (2068 m) a Mniszkiem (2045 m) nad Morskim Okiem w polskiej części Tatr Wysokich. Południowo-wschodnie stoki obrywają się pionową ścianą do Mnichowego Żlebu, pod północno-zachodnimi znajduje się Mnichowy Piarg.
Okolice przełączki i prowadzące nią taternickie ścieżki opisuje Władysław Cywiński w 8 tomie przewodnika wspinaczkowego Tatry, nie podaje jednak nazwy tej przełączki. Brak jej również w Wielkiej encyklopedii tatrzańskiej.